# Born Again (album Black Sabbath)
Born Again – album brytyjskiej grupy muzycznej Black Sabbath. Wydany w 1983 roku nakładem Warner Bros. Records. Jedyny album tego zespołu z Ianem Gillanem jako wokalistą.

## Lista utworów
Strona pierwsza
1. "Trashed" – 4:16
2. "Stonehenge" – 1:58
3. "Disturbing the Priest" – 5:49
4. "The Dark" – 0:45
5. "Zero the Hero" – 7:35

Strona druga
1. "Digital Bitch" – 3:39
2. "Born Again" – 6:34
3. "Hot Line" – 4:52
4. "Keep It Warm" – 5:36

## Twórcy
- Ian Gillan – śpiew
- Tony Iommi – gitara, flet
- Geezer Butler – gitara basowa
- Bill Ward – perkusja
- Geoff Nicholls – instrumenty klawiszowe